# Gunnar Smoliansky

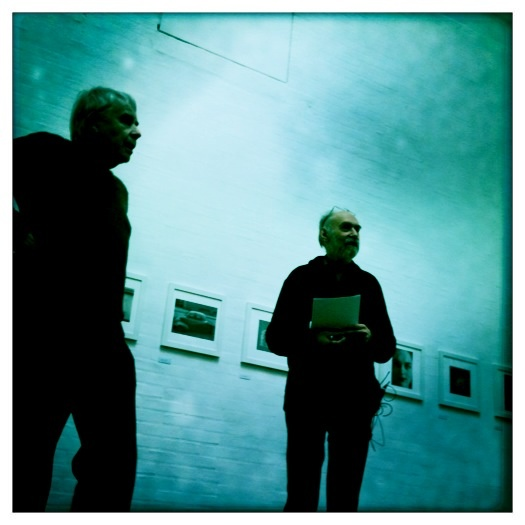
Rozhovor umělců s Gunnarem Smolianským

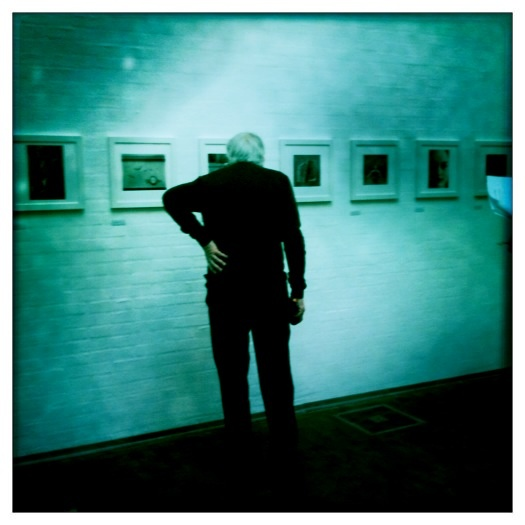
Smoliansky si prohlíží své fotografie

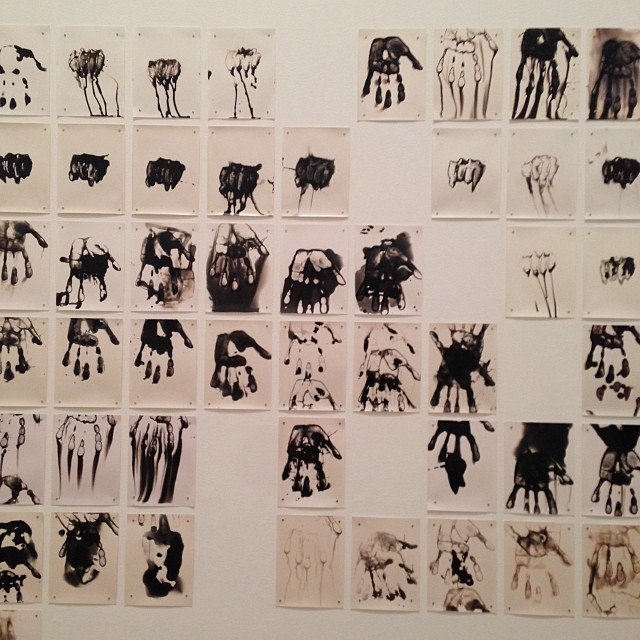
Cyklus Ruce, muzeum moderního umění

Gunnar Smoliansky (11. července 1933 Visby – 12. prosince 2019 Boo) byl švédský fotograf.

## Životopis
Narodil se jako syn klavíristy. Po škole se začal zajímat o fotografii, pořídil si svůj první fotoaparát a studoval na fotografické škole. Pracoval v přístavu ve Stockholmu a fotografoval pro sebe. V letech 1954–1956 pracoval v São Paulu jako asistent průmyslového fotografa. V této činnosti pokračoval a vrátil se do Stockholmu. Navštěvoval večerní kurzy fotografického umění vedené Christerem Strömholmem. Od roku 1965 pracoval jako fotograf na volné noze, převážně ilustroval vzdělávací literaturu.
V roce 1971 se v Uppsale konala Smolianského první samostatná výstava Image of Rome. V roce 1975 založil spolu s několika přáteli agenturu Bildhuset (House of Images). V roce 1982 založil vydavatelství fotografické literatury DOG a v témže roce vydalo nakladatelství první album Smolianského Děti. V letech 1985–1987 proběhly ve Stockholmu tři velké fotografické výstavy, které jej nominovaly do prvních řad národních mistrů.
V roce 1975 Smoliansky a další založili agenturu Bildhuset. V roce 1980 získal cenu Stora Fotographpriset od časopisu Photo. V roce 2005 vyhrál cenu Prix Lennart af Petersens.
Velká retrospektivní výstava fotografií Gunnara Smolianského byla uvedena v roce 2008 ve Stockholmu.

## Ceny a ocenění
- Cena švédského časopisu FOTO (1980)
- Cena Lennarta af Petersena, Stockholm (2005)
- Medaile prince Evžena (2011)

## Rodina
Gunnar Smoliansky se v roce 1962 oženil s jazzovou zpěvačkou Nannie Porres. V roce 1974 se rozvedli.

## Knihy
- Slussen, 2002
- Waldemarsudde, 2004
- Sotbrand [Soot Fire], 2006
- One Picture at a Time, Göttingen, Steidl, 2009, ISBN 978-3865216151